# Samtgemeinde Ahlerstedt
Die Samtgemeinde Ahlerstedt war ein Gemeindeverband im Süden des Landkreises Stade in Niedersachsen (Deutschland).

## Geschichte
Die Samtgemeinde Ahlerstedt wurde 1967 aus sechs Gemeinden gegründet.
Zum 1. Januar 1971 sind Wangersen und Kakerbeck Mitgliedsgemeinden geworden.
Im Zuge der Gemeindereform in Niedersachsen wurde die Samtgemeinde  Ahlerstedt zum 1. Juli 1972 aufgelöst und alle Mitgliedsgemeinden sind nach Ahlerstedt eingemeindet worden. Ahlerstedt wurde Teil der Samtgemeinde Harsefeld.

## Mitgliedsgemeinden
- Ahlerstedt (1967–1972)
- Ahrensmoor (1967–1972)
- Ahrenswohlde (1967–1972)
- Bokel (1967–1972)
- Oersdorf mit Kohlenhausen (1967–1972)
- Ottendorf-Klethen (1967–1972)[1]
- Kakerbeck mit Kakerbeck-Doosthof und Bockholt (1971–1972)
- Wangersen  mit Hohenhausen und Klein Wangersen (1971–1972)